# Otkrytaya Bay
Die Otkrytaya Bay (englisch; russisch Бухта Открытая Buchta Otkrytaja, deutsch ‚Offene Bucht‘) ist eine Bucht an der Ingrid-Christensen-Küste des ostantarktischen Prinzessin-Elisabeth-Lands. Sie liegt auf der Nordseite der Langnes-Halbinsel im Gebiet der Vestfoldberge.
Entdeckt und aus der Luft fotografiert wurde sie bei der norwegischen Lars-Christensen-Expedition 1936/37. Weitere Luftaufnahmen entstanden bei der US-amerikanischen Operation Highjump (1946–1947), durch Wissenschaftler einer sowjetischen Antarktisexpedition im Jahr 1956, die sie auch benannten, und bei den Australian National Antarctic Research Expeditions in den Jahren 1957 und 1958. Das Antarctic Names Committee of Australia übertrug die russische Benennung 1973 in einer transkribierten Teilübersetzung ins Englische.